# Vochtoga
Vochtoga (in russo Вохтога?) è un insediamento di tipo urbano, nel Grjazoveckij rajon dell'Oblast' di Vologda, nella Russia europea.